# أبو الحسن علي بن سعيد الرجراجي
أبو الحسن علي بن سعيد الرجراجي المعروف باسم ابن تامسريت، هو فقيهٌ مالكي من علماء المغرب كان حياً في أواسط القرن7هـ حيث يُقدر تاريخ وفاته لما بعد 633هـ - 1235م. ولا توجد ترجمة توفيه حقه في التعريف به.

## ترجمته
ذكر التنبكتي في «نيل الابتهاج» - (ص/ 316) قال:
علي بن سعيد الرجراجي صاحب «مناهج التحصيل في شرح المدونة»، الشيخ الإِمام الفقيه، الحافظ، الفروعي، الحاج الفاضل، لخص في شرحه المذكور ما وقع للأئمة من التأويلات واعتمد على كلام القاضى ابن رشد والقاضي عياض وتخريجات أبى الحسن اللخمى، وكان ماهرًا في العربية والأصلين. لقي بالمشرق جماعة من أهل العلم منهم: الفرموسِ الجزولى، لقيه على ظهر البحر وتكلم معه في مسائل العربية وأخذ عنه كثير من أهل المشرق. اهـ.

## مؤلفاته
له كتاب في شرح المدونة بعنوان: «مناهج التحصيل ونتائج لطائف التأويل في شرح المدونة وحل مشكلاتها»

قال في مقدمة كتابه «مناهج التحصيل»: :
«وكان ابتدائي في تصنيف هذا الكتاب: شهر ذي الحجة سنة ثلاث وثلاثين وستمائة، بجبل الكستة، بجبال جزولة يحرسها الله»
ثم أضاف في إشارة تفيد في أخذ فكرة عن حياته العلمية:
وقد مارستُ المجالس، وأفنيتُ في المدارس عُمري، وطالعتُ الأمهات في الفقه والآثار، «كالنوادر» «والاستذكار» «والتحصيل» وكتاب «الاستيعاب للأقاويل» «وكتهذيب الطالب»، وكتاب «إسناد المطالب»، وطالعت كثيرًا من كُتب الحديث وشرحها، وتفاسير القرآن ككتاب «قانون التأويل في شرح علوم التنزيل»…
يقول محقق مناهج التحصيل:
ومن طالع هذا الكتاب، وقف على جوانب أخرى تشهد بعلو قدم المصنف في الفقه، والأصول، والعربية، وسلامة العقيدة.
واما الرابطة المحمدية للعلماء في المغرب فقد جاء في موقعها الإلكتروني:
ويعدُّ كتاب «مناهج التحصيل ونتائج لطائف التأويل في شرح المدونة وحل مشكلاتها» من أهم شروح المدونة، وأحفلها، وأكثرها بسطاً، وأشدها فائدة ونفعاً، ويبلغ مجموع عدد الكتب التي تضمنها تسعة وسبعين كتاباً، تحت كل كتاب جملة من المسائل نثر فيها فوائد غزيرة، وقواعد كثيرة.